# Couvent des Ursulines d'Eymoutiers
Pour les articles homonymes, voir Couvent des Ursulines.
Le couvent des Ursulines est un ancien couvent situé sur le territoire de la commune d'Eymoutiers, dans le département de la Haute-Vienne, en France.

## Historique
L'édifice est partiellement inscrit au titre des monuments historiques le 28 décembre 1984.
Il accueille notamment la mairie de la commune.